# Pawlo Yachnyk
Pawlo Yachnyk (ukrainisch Павло Иахник; * 8. Mai 1993 in Kiew) ist ein ehemaliger ukrainischer Eishockeytorwart, der seit zuletzt beim HK Donbass Donezk unter Vertrag stand. Er wurde im Juniorenteam Molodaja Gwardija Donezk in der Molodjoschnaja Chokkeinaja Liga eingesetzt.

## Karriere
Pawlo Yachnyk begann seine Karriere als Eishockeyspieler in der kanadischen Juniorenliga Continental Junior Hockey League, in der 2010/11 für die Erie Blizzard spielte. In derselben Spielzeit war er zeitweise auch für die zweite Mannschaft des HK Sokil Kiew in der Ukrainischen Eishockeyliga aktiv. Als 2011 die Professionelle Hockey-Liga als neue ukrainische Profiliga eingeführt wurde, wechselte er in die zweite Mannschaft des HK Donbass Donezk, mit dem er 2012 diese Liga gewann und damit Ukrainischer Meister wurde. Anschließend wechselte er zum HK Berkut, mit dem er ebenfalls in der Professionellen Hockey-Liga spielte. Mit der Mannschaft konnte er zwar die Hauptrunde der Spielzeit 2012/13 gewinnen, die Zulassung zu den Playoffs wurde dem Klub jedoch aufgrund finanzieller Probleme verweigert. Nachdem diese dann auch zur Auflösung der Profimannschaft führten, wechselte Yachnyk nach Donezk zurück und wurde im Juniorenteam Molodaja Gwardija Donezk in der Molodjoschnaja Chokkeinaja Liga eingesetzt. 2014 beendete er im Alter von nur 21 Jahren seine Karriere.

### International
Für die Ukraine nahm Yachnyk an der U18-Weltmeisterschaft 2009 der Division I und den U18-Weltmeisterschaften 2010, als er in den beiden Spielen, in denen er eingesetzt wurde ohne Gegentor blieb, und 2011, als er die wenigsten Gegentore aller Torhüter pro Spiel kassierte, der Division II sowie der Division II der U20-Weltmeisterschaft 2012, wo er erneut die wenigsten Gegentore aller Torhüter pro Spiel kassierte, und der Division I der U20-Weltmeisterschaft 2013 teil.
Mit der Herren-Auswahl spielte Yachnyk bei der Weltmeisterschaft 2013 der Division I, als den Ukrainern der Aufstieg aus der Gruppe B in die Gruppe A gelang. Dabei wurde Yachnyk beim 7:0-Erfolg gegen Litauen eingesetzt.

## Erfolge und Auszeichnungen
- 2010 Wenigste Gegentore pro Spiel und beste Fangquote bei der U18-Weltmeisterschaft 2010 der Division II, Gruppe B
- 2011 Aufstieg in die Division I bei der U18-Weltmeisterschaft der Division II, Gruppe B
- 2011 Wenigste Gegentore pro Spiel bei der U18-Weltmeisterschaft der Division II, Gruppe B
- 2012 Aufstieg in die Division I, Gruppe B, bei der U20-Weltmeisterschaft der Division II, Gruppe A
- 2012 Wenigste Gegentore pro Spiel bei der U20-Weltmeisterschaft der Division II, Gruppe A
- 2012 Ukrainischer Meister mit dem HK Donbass Donezk
- 2013 Aufstieg in die Division I, Gruppe A, bei der Weltmeisterschaft der Division I, Gruppe B